# Horti Lamiani
Gli Horti Lamiani erano giardini di eccezionale rilievo storico-topografico situati sulla sommità del colle Esquilino a Roma, nell'area grossomodo corrispondente all'attuale piazza Vittorio Emanuele II (Rione Esquilino).

## Storia
Inizialmente di proprietà del console del 3 d.C. Lucio Elio Lamia, furono trasferiti nel demanio imperiale forse già sotto Tiberio (14-37) ed in seguito acquisiti da Caligola (37-41), che vi stabilì la propria residenza e vi fu anche seppellito per breve tempo dopo la morte.
Sappiamo che erano confinanti con gli Horti Maecenatis e che sotto Claudio (41-54) essi, riuniti agli Horti Maiani, furono amministrati da un apposito soprintendente (procurator hortorum Lamianorum et Maianorum).
A partire dal XVI secolo il sito fu teatro di importanti scoperte archeologiche ed antiquarie, come il Discobolo Lancellotti al Museo Nazionale Romano e le "Nozze Aldobrandini" alla Biblioteca Apostolica Vaticana, ma la maggior parte delle scoperte avvennero sul finire del XIX secolo durante i lavori di urbanizzazione del nuovo quartiere Esquilino, quando furono documentati da Rodolfo Lanciani in maniera frammentaria ed affrettata alcuni nuclei della proprietà imperiale, poi sacrificati sotto la spinta dell'urgenza edilizia.
Le decorazioni del complesso imperiale includevano pregevoli affreschi con pitture di giardino, rivestimenti architettonici in crustae marmoreae realizzate con raffinati intarsi di marmi colorati e decorazioni parietali in bronzo dorato con gemme incastonate.
Il complesso restituì anche importanti gruppi scultorei, come la ben nota Venere Esquilina assieme a due ancelle (o Muse) ed il ritratto di Commodo-Ercole fiancheggiato da tritoni marini (entrambi ai Musei Capitolini). Altri importanti ritrovamenti scultorei collegabili con la residenza imperiale avvennero nella zona di piazza Dante (cosiddetto Ephedrismòs nei Musei Capitolini) e presso il complesso termale di via Ariosto (statue alla Centrale Montemartini).
La villa si articolava scenograficamente in padiglioni e terrazze, adattandosi all'altimetria dei luoghi, secondo il modello culturalmente egemone della reggia di tradizione ellenistica armonicamente inserita nel paesaggio naturale.
L'unitarietà del contesto archeologico è stata restituita da Maddalena Cima e da Eugenio La Rocca in occasione della mostra Le tranquille dimore degli dei; la ricostruzione archeologica dei disiecta membra del complesso, rinterrato o peggio ancora distrutto per l'urgenza dei lavori umbertini di Roma Capitale, si è basata sulle testimonianze di Rodolfo Lanciani, sui resoconti di scavo e sui materiali conservati principalmente nei depositi comunali.
Gli scavi estensivi effettuati nel 2006-2009 sotto la sede dell'ENPAM hanno rimesso in luce alcuni settori finora sconosciuti degli Horti Lamiani, prossimi all'area dove Lanciani aveva documentato un lungo criptoportico dotato di un pavimento in alabastro e di preziose decorazioni parietali, scandito da colonne in marmo giallo antico con basi in stucco dorato, il cui arredo trova riscontro nella testimonianza delle fonti letterarie. Altri ritrovamenti collegabili con la residenza imperiale sono avvenuti nel corso degli scavi di ammodernamento della Metropolitana di Roma (Linea A) nel quadrante meridionale dei giardini di piazza Vittorio Emanuele II fra gennaio 2005 e novembre 2006.
Il settore individuato sotto la sede dell'ENPAM si sviluppa intorno ad un'aula di rappresentanza (400 m²), originariamente rivestita da sectilia, dotata di ambienti di servizio e d'una fontana. Il complesso, riferibile a diverse fasi edilizie, è articolato in terrazze-giardino contenute da strutture in opera reticolata, con un tratto di strada basolata connesso alla via Labicana, forse il limite della proprietà.
L'aula va attribuita agli interventi di Alessandro Severo (222-235), testimoniati all'Esquilino anche dalla costruzione dei "Trofei di Mario" (Nymphaeum Alexandri) e da alcune fistulae aquariae che provano l'esistenza d'un complesso rientrante nel patrimonio personale dell'imperatore; raffinatissimi le centinaia di frammenti d'intonaci dipinti e i materiali decorativi di pregio, databili a partire dall'impianto della residenza imperiale e recuperati nel corso dello scavo. Il nuovo settore può collegarsi al complesso scoperto da Lanciani grazie al ritrovamento di elementi marmorei decorativi identici a quelli venuti in luce nel XIX secolo, oggi conservati nei Musei Capitolini.
I livelli più antichi sono da riferire alle fasi d'impianto della villa e, ancor prima, alla necropoli esquilina, ben attestata dalle fonti letterarie e in età moderna dagli studi di Giovanni Pinza.

### Gli scavi
I primi scavi compiuti nell'area degli Horti Lamiani risalgono alla fine del XIX secolo e rimisero in luce i resti di un vasto ed articolato complesso edilizio. Dall'analisi delle notizie d'archivio e delle piante dei ritrovamenti confluite nella preziosa e monumentale Forma Urbis Romae di Rodolfo Lanciani è possibile tracciare un quadro approssimativo dello sviluppo edilizio della villa.
Lanciani fu il supervisore dello scavo eseguito dalla Commissione archeologica comunale di Roma e lasciò una vivida testimonianza delle attività di scavo archeologico dell'area: 
(Rodolfo Lanciani, Fascino di Roma antica, Roma, Quasar, 1986, p. 156)
Le scoperte descritte riguardano i rinvenimenti effettuati tra piazza Vittorio Emanuele II e piazza Dante: oggi nulla è più visibile.
Nei pressi degli stessi luoghi fu rinvenuto nel 1874 un gruppo di capitelli di lesena, probabilmente pertinenti alla decorazione architettonica di uno degli ambienti descritti; la lavorazione è raffinatissima, una lastra di marmo rosso antico (marmo del Tenaro) accoglie una decorazione ad intarsio di pietre dai colori contrastanti. Un lusso stupefacente degno di un imperatore “eccessivo” come Caligola.
Nel dicembre dello stesso anno durante i lavori di realizzazione del sistema fognario di via Foscolo, il terreno cedette e diede accesso ad una camera sotterranea piena di statue. La prima a comparire fu una testa di Bacco semi colossale, coronata di edera e corimbi; poco a poco lo scavo fu allargato e vennero alla luce altre sculture: il corpo semidisteso del Bacco, di cui era stata in precedenza trovata la testa; i busti di due Tritoni, sui capelli dei quali erano conservate tracce di doratura; il magnifico busto di Commodo e le varie parti della complessa allegoria che costituisce la sua base. Sempre nello stesso ambiente furono rinvenute anche due statue di Muse e la statua di Venere che si prepara ad entrare nel bagno allacciandosi un nastro intorno ai capelli e infine molti pezzi di altre sculture: braccia, gambe, mani e teste.

Secondo Lanciani queste sculture 
(Rodolfo Lanciani, Bullettino della Commissione archeologica comunale di Roma 3, 1875, p. 14)
In realtà la concentrazione in un unico vano di un gruppo di opere di natura e datazione assai diverse, piuttosto che alla decorazione di un unico ambiente, fa pensare ad un deposito in occasione di una ristrutturazione dell'edificio o per proteggerle da un pericolo imminente.

Molti degli oggetti ritrovati provengono dalla Grecia e testimoniano il gusto collezionistico dei proprietari della villa. Tra questi due stele funerarie e un singolare gruppo dell'Ephedrismòs databile al IV secolo a.C. proveniente dalla città di Tegea con due fanciulle intente alla “corsa alla cavallina”. La scultura fu rinvenuta nel 1907 in piazza Dante durante i lavori per la costruzione del Palazzo delle Poste 
(Lucio Mariani, L'Ephedrismòs di piazza Dante, Bullettino della Commissione archeologica comunale di Roma 35, 1907, p. 34)
Nel 1874 alcuni scavi compiuti in via Ariosto avevano portato in luce un piccolo impianto termale databile attraverso i bolli di mattone agli ultimi decenni del III secolo 
Nel momento in cui fu deciso l'abbattimento di tale edificio, gli archeologi si trovarono davanti a una moltitudine di frammenti di sculture con i quali fu possibile addirittura ricomporre una raffinatissima tazza di fontana di età tardo repubblicana decorata con elementi vegetali inseriti all'interno di un disegno creato da tralci d'acanto. Dai muri delle terme riapparvero altri frammenti di sculture e un'iscrizione che in origine doveva appartenere alla base di una statua con la firma di un artista di Afrodisia. Le sculture conservavano tutte tracce di colore e di doratura.
I lavori per la Linea A della Metropolitana hanno consentito nel 2005-2006 la scoperta di un nuovo settore degli horti in corrispondenza all'angolo sud-orientale di piazza Vittorio Emanuele II.
Lo scavo della Soprintendenza Archeologica di Roma ha indagato un'area di 160 m² nella quale sono stati trovati degli ambienti in cui si succedono ben sette fasi edilizie, tra gli ultimi decenni del I secolo a.C. e l'età tardo antica. 
Alcuni degli edifici tardo repubblicani poggiano sui resti di un recinto sepolcrale costruito in opera quadrata di blocchi di tufo; questo sembra confermare i dati attestati nelle fonti antiche, secondo cui gli horti dell'Esquilino sarebbero sorti in seguito ad un intervento di bonifica dell'antica necropoli da parte di Gaio Cilnio Mecenate.
Altri resti attribuibili al possente sistema d'imbrigliamento sostruttivo degli Horti Lamiani sono emersi tra luglio 2011 e novembre 2012 in occasione di alcuni lavori di risanamento del Palazzo delle Poste in piazza Dante, 25. Le strutture, conservate a livello di fondazione, seguono le curve di livello del colle Esquilino, ampliandole. Furono in precedenza viste da Rodolfo Lanciani e annotate nella Forma Urbis Romae.

## Galleria d'immagini

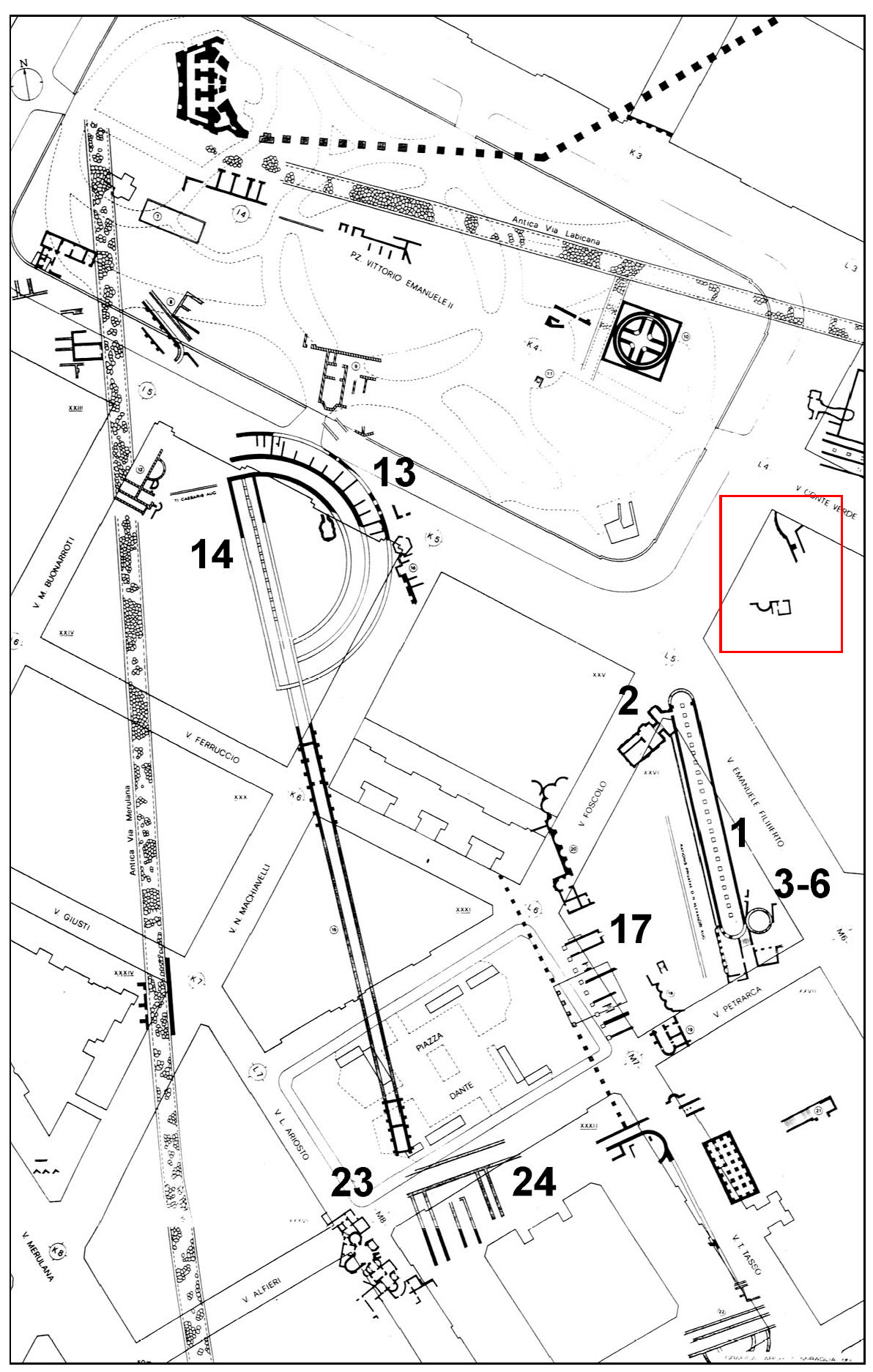
Planimetria ricostruttiva degli horti da Tranquille dimore degli dei (1986) con indicazione in rosso dell'area scavata sotto la sede dell'ENPAM (2006-2009)
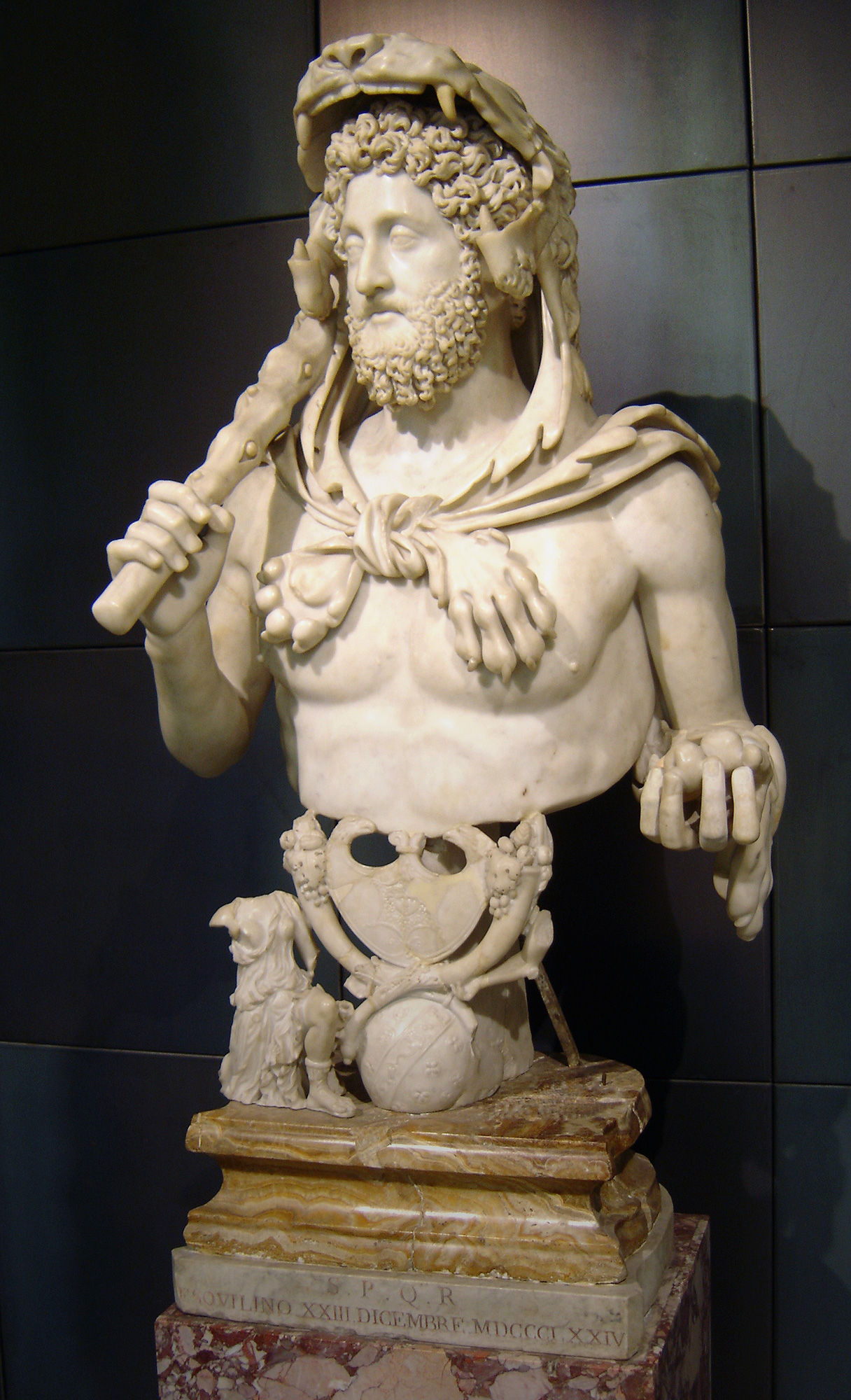
Commodo rappresentato in apoteosi come Ercole, una delle sculture più famose dagli Horti Lamiani (Musei Capitolini)
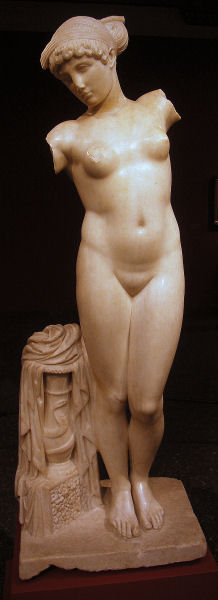
Venere Esquilina, da via Foscolo (Musei Capitolini)
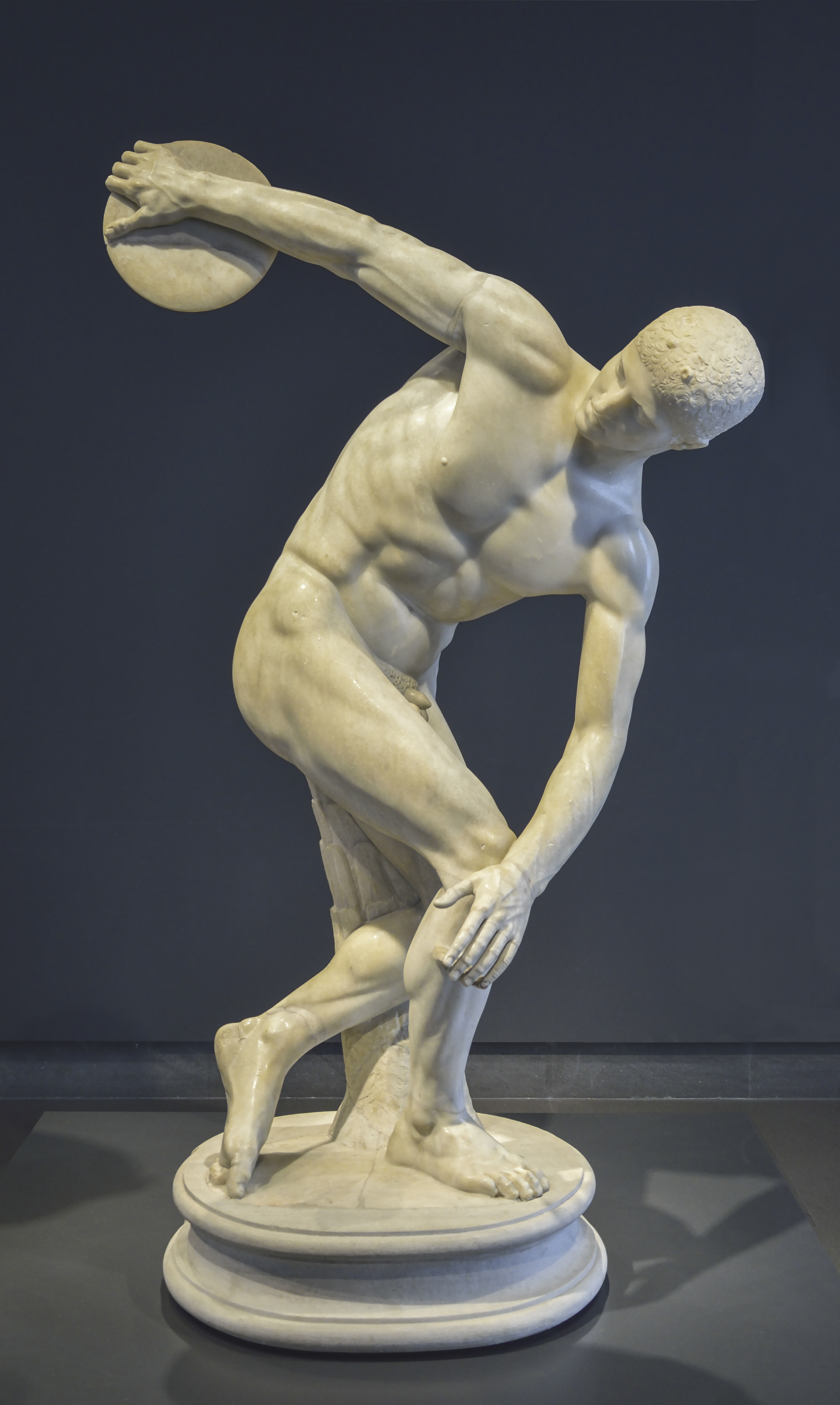
Discobolo Lancellotti, dalla villa Palombara (Horti Lamiani), Museo Nazionale Romano
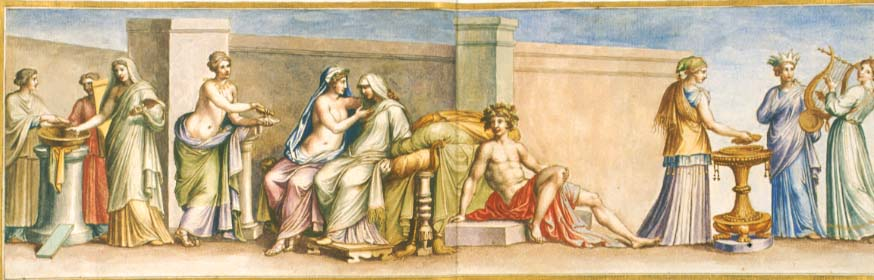
Nozze Aldobrandini, acquarello di Pietro Santi Bartoli (Biblioteca Apostolica Vaticana)
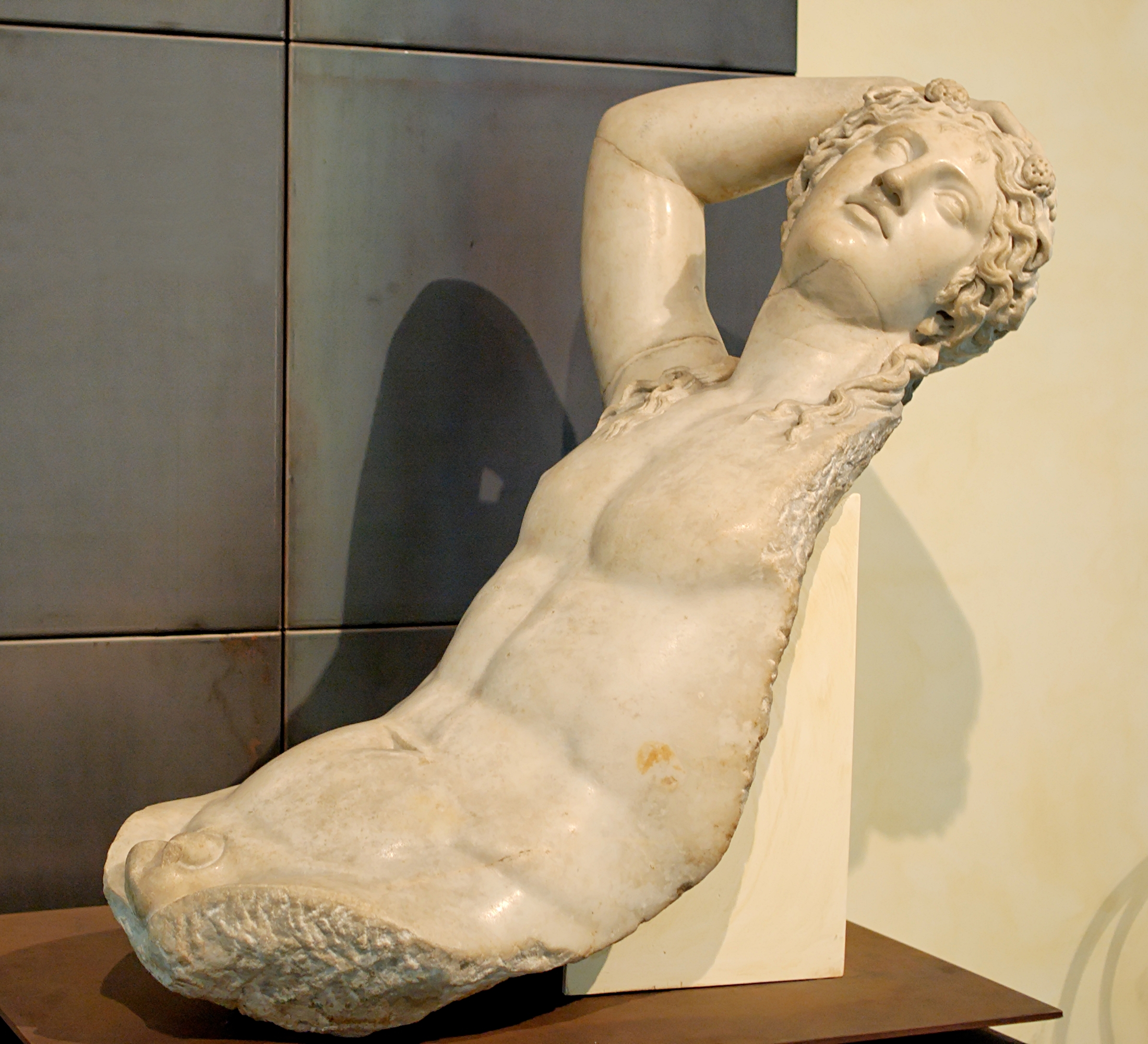
Torso di Bacco da via Foscolo (Musei Capitolini, Sala degli Orti Lamiani, età antonina)
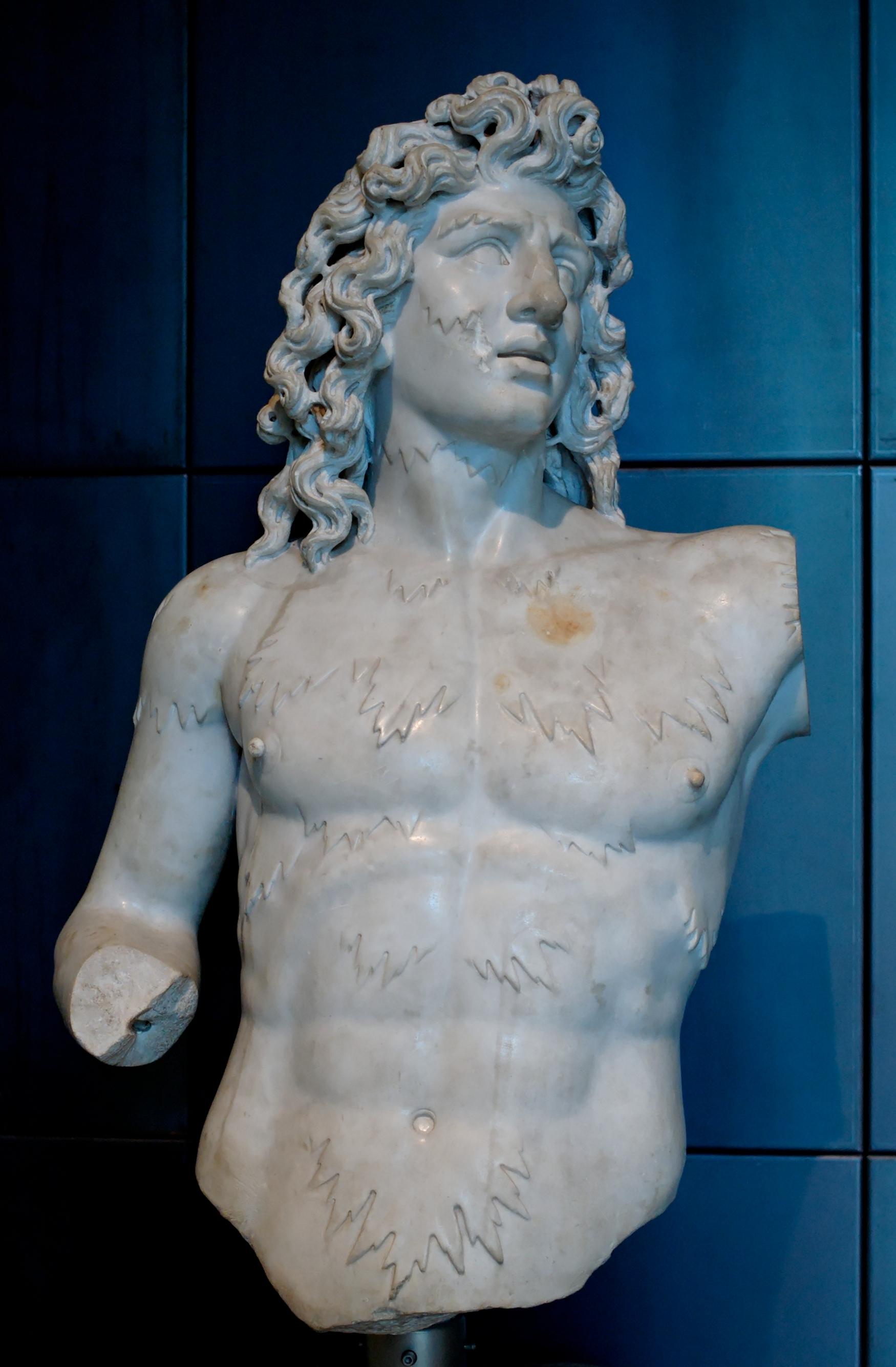
Torso di Tritone o Centauro marino da via Foscolo (Musei Capitolini, Sala degli Orti Lamiani)
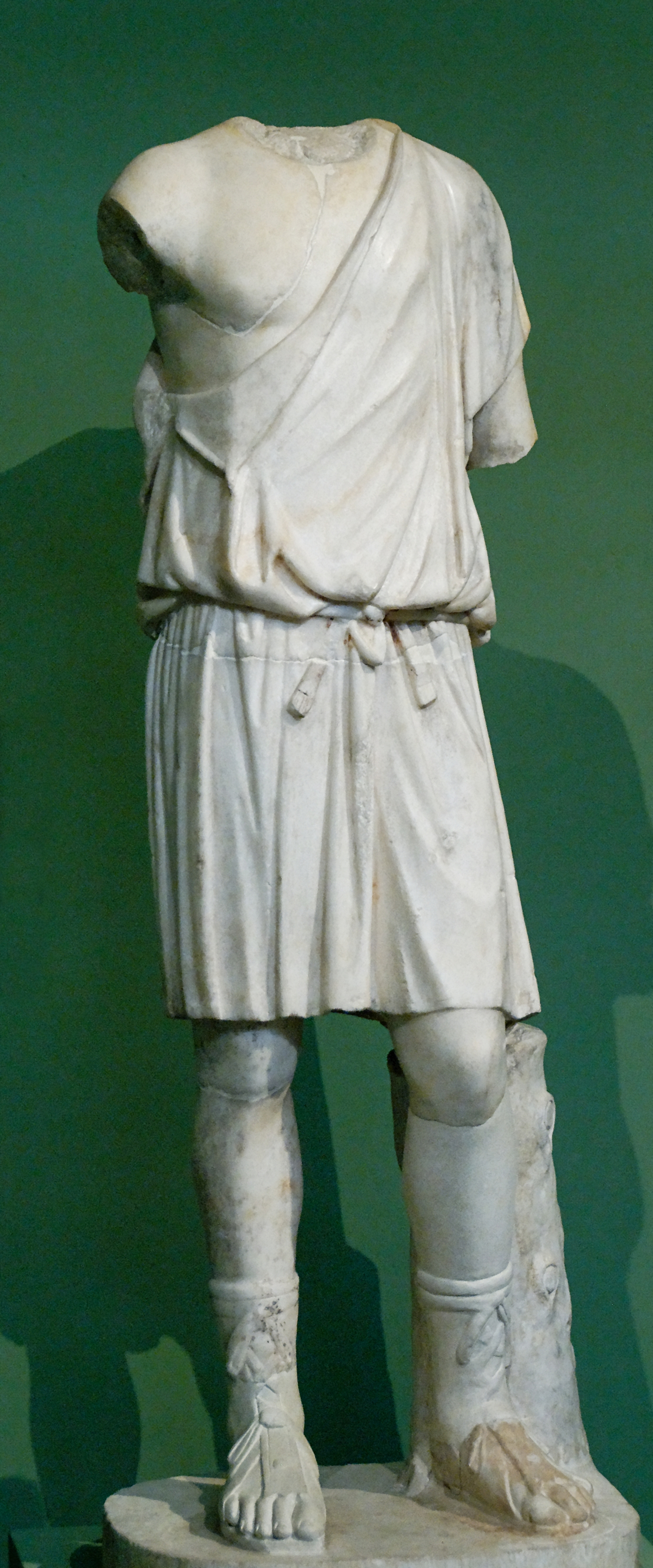
Statua di giovane con corta tunica trovata nel 1874 in via Ariosto (Centrale Montemartini, copia di originale ellenistico del IV secolo a.C.).
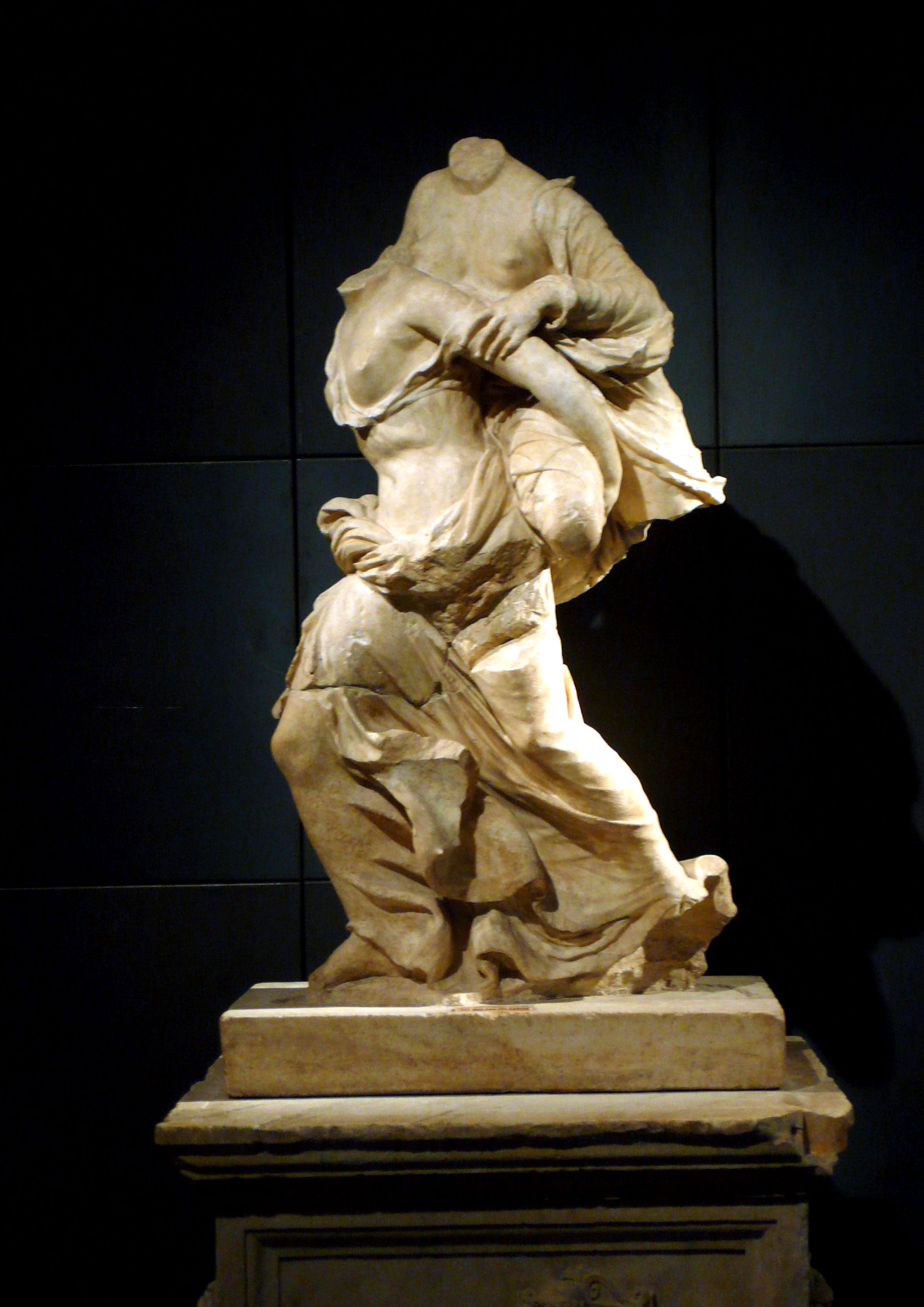
Gruppo dell'Ephedrismòs da piazza Dante (Musei Capitolini, Sala degli Orti Lamiani, IV secolo a.C.).
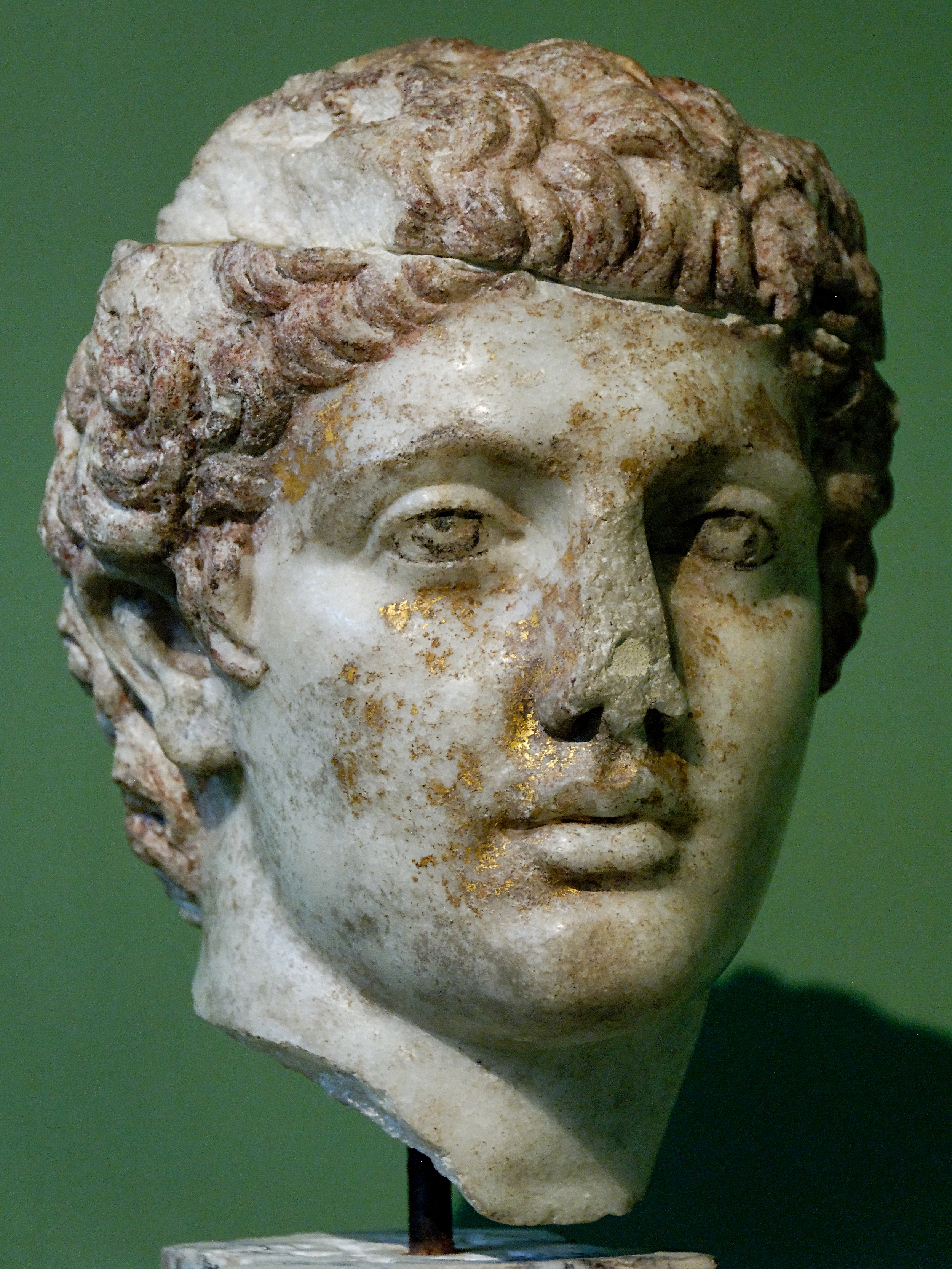
Testa di giovane (Efesto?) con tracce di doratura, trovata nel 1879 presso via Ariosto (Centrale Montemartini, Sala Macchine).